# サミュエル・インガム (財務長官)

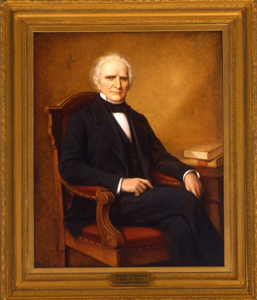
サミュエル・インガムの肖像画

サミュエル・デルセンナ・インガム（Samuel Delucenna Ingham, 1779年9月16日 - 1860年6月5日）は、アメリカ合衆国ペンシルベニア州の政治家。アンドリュー・ジャクソン大統領の下で財務長官を務めた。

## 生涯

### 青年期
1779年、インガムはペンシルベニア州ニュー・ホープで誕生した。インガムは古典を学んだ後、製紙業に従事した。インガムは1806年から1808年までペンシルベニア州下院議員を務め、その後1813年から1818年までアメリカ合衆国下院議員を務めた。1819年から1820年までペンシルベニア州州務長官を務め、1822年から1829年まで再びアメリカ合衆国下院議員を務めた。
インガムは第13回アメリカ合衆国議会において下院の年金委員会および改革推進委員会の議長を務め、第14回、第15回、第19回、および第20回アメリカ合衆国議会では下院の郵政委員会の議長を務めた。また第15回アメリカ合衆国議会では郵政省の歳出委員会の議長も務めた。

### 財務長官時代
1829年、インガムは前年の大統領選挙で勝利を収めたアンドリュー・ジャクソン大統領から、第9代アメリカ合衆国財務長官に指名された。
インガムが財務長官に就任した当時、ジャクソン大統領をはじめとする多くの国民は、第二合衆国銀行について、貨幣独占の見地から違憲であるとの考えを持っていた。インガムもまた第二合衆国銀行について疑念を抱いており、財務長官としての最大の関心事であったが、インガムは第二合衆国銀行のみならず州法銀行を含む銀行に対して猜疑的な捉え方をしていた。
ジャクソン大統領は流通貨幣から紙幣を廃止し、硬貨のみの流通に切り替えるべきであるとインガムに相談し、紙幣流通の禁止を合衆国の憲法に謳うことを計画した。またジャクソン大統領は第二合衆国銀行を廃止することも検討し、第二合衆国銀行総裁ニコラス・ビドルと対立することになった。インガムはこの衝突を解決することを試み、第二合衆国銀行への懐柔的な政策を執った。
1831年、陸軍長官ジョン・ヘンリー・イートンの夫人に関する不倫疑惑を巡り、閣僚内での対立が勃発した。インガムは他の多くの閣僚とともに反陸軍長官の立場をとり、副大統領ジョン・カルフーンとともにジャクソン大統領と対立した。そしてジャクソン大統領による内閣改造の敢行により、インガムは財務長官を退任した。陸軍長官夫人マーガレット・イートンの不倫疑惑に端を発するこの一連の出来事は、イートン事件として知られている。

### 晩年
財務長官退任後、インガムは製紙業を再開した。インガムは無煙炭を用いた技術開発に残りの生涯を費やした。そして1860年、インガムはニュージャージー州トレントンで死去した。インガムの遺体はペンシルベニア州ソールベリーのソールベリー長老教会墓地に埋葬された。